# Escopeta de barca

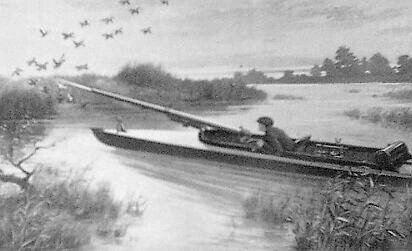
Ilustración del uso de la escopeta de barca en la revista Science and Mechanics, octubre de 1911.

La escopeta de barca (punt gun, en inglés) es un tipo de escopeta muy grande utilizada en el siglo XIX e inicios del siglo XX para cazar grandes cantidades de aves acuáticas, disparando contra bandadas enteras de éstas.

## Operación y empleo

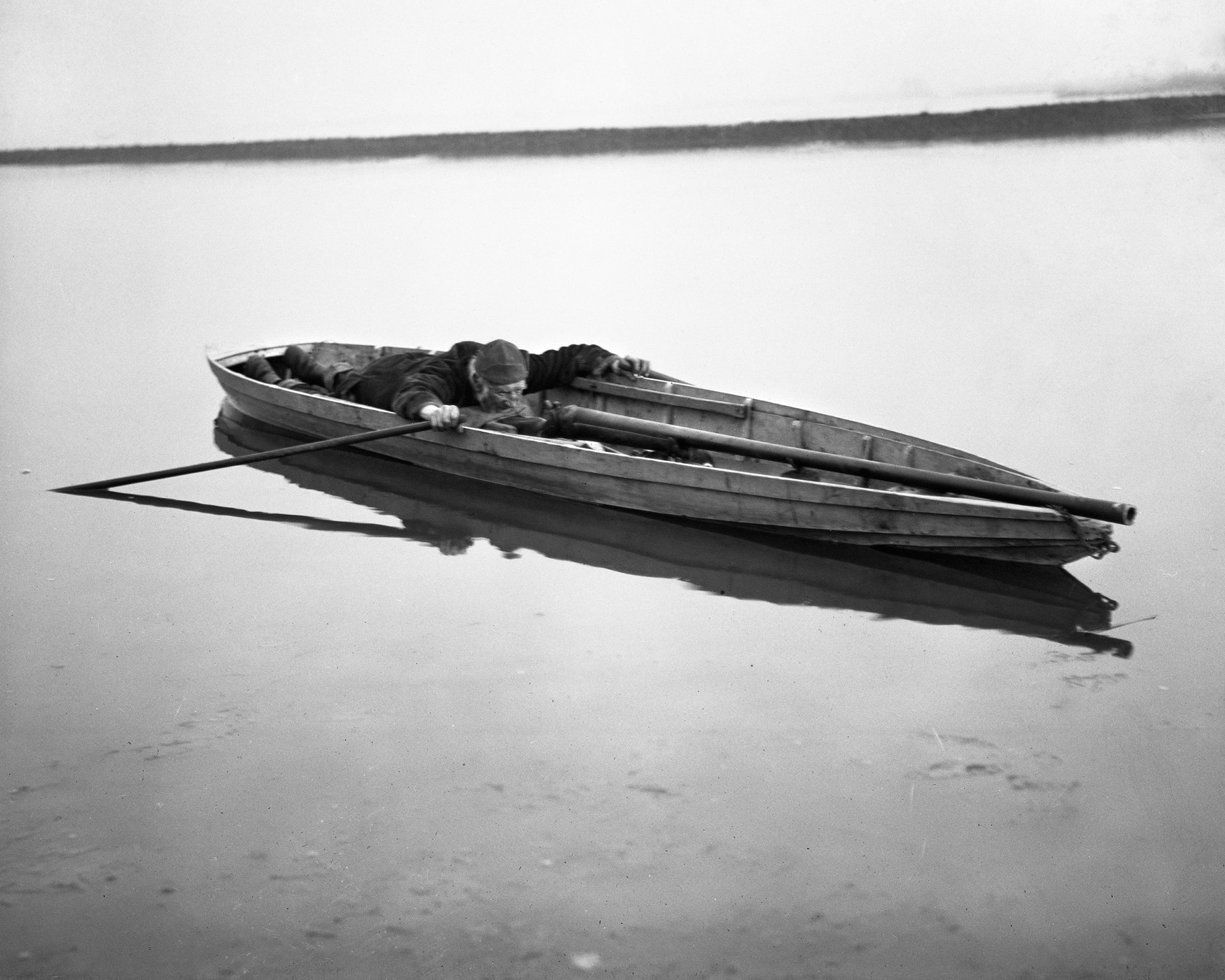
Apuntando una escopeta de barca.

Las escopetas de barca eran generalmente hechas a pedido y eran muy variadas, pero podían tener calibres superiores a 51 mm (2 pulgadas) y disparar más de 450 g (aproximadamente 1 libra) de perdigones. Un solo disparo podía matar más de 50 aves acuáticas posadas en la superficie del agua. Eran armas muy grandes y pesadas para sostenerse en las manos, además de tener un gran retroceso. Por estos motivos iban montadas directamente sobre la barca empleada para cazar, de ahí su nombre. Los cazadores maniobrarían silenciosamente sus barcas hasta alinearse y ponerse al alcance de la bandada, usando pértigas o remos para no asustar a las aves. En general, la escopeta estaba fijada a la barca; por lo que el cazador maniobraría a esta para apuntar la escopeta. Como las escopetas eran bastante potentes y las barcas eran pequeñas, el disparo usualmente hacía retroceder la barca varios centímetros. Para mejorar la eficacia, los cazadores trabajaban en flotas de hasta 10 barcas.

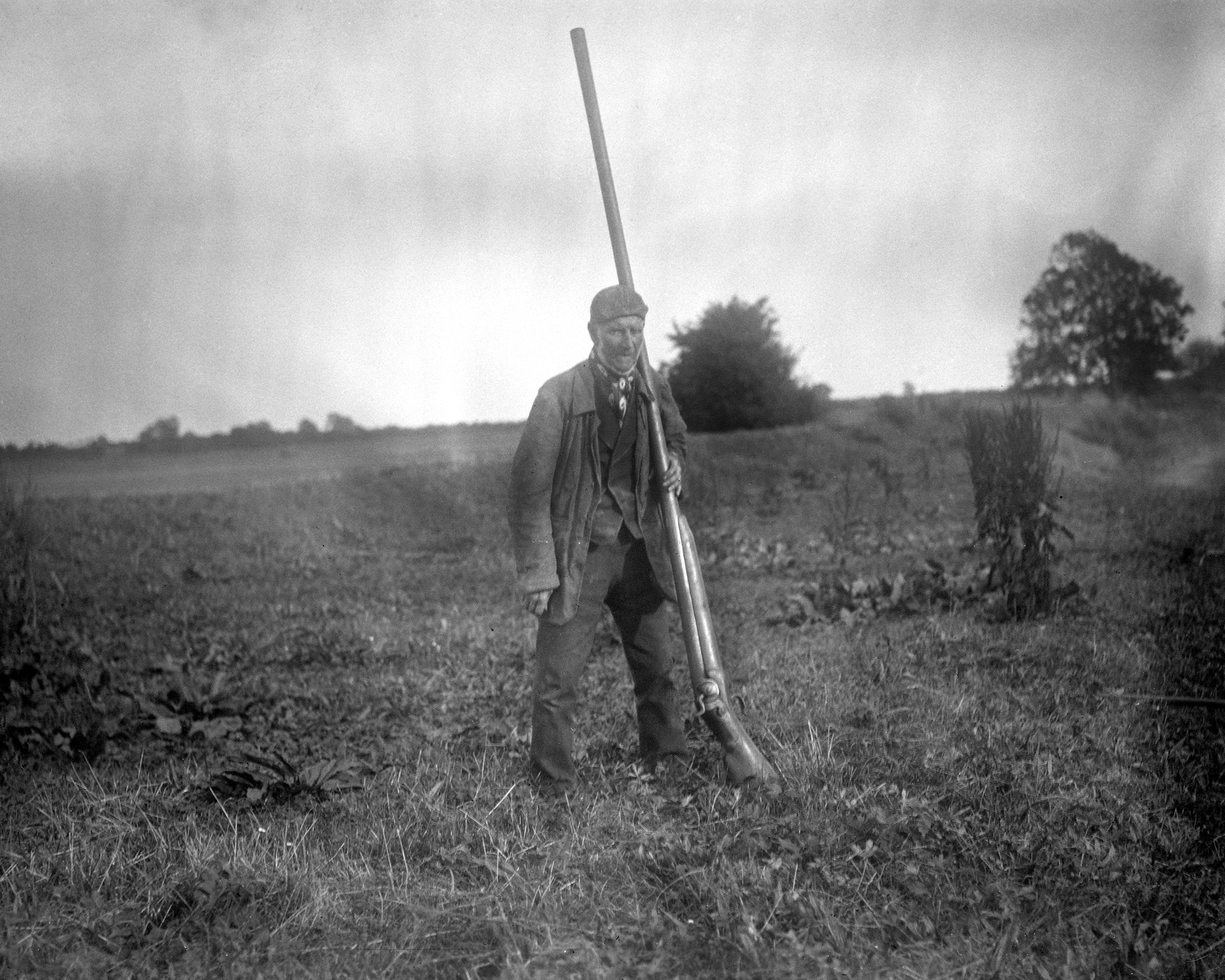
Comparación entre la estatura de un hombre y una escopeta de barca.

En general, las escopetas de barca son de avancarga y tienen un mecanismo de disparo similar al de los mosquetes o fusiles de la época, como llave de chispa, llave de percusión y modelos más modernos. En la década de 1890, Holland & Holland vendía bajo pedido modelos de retrocarga con cartuchos estándar, que eran hechos de latón o con cuerpo de cartón y base de latón. También se produjeron modelos con dos cañones, usualmente calibrados para cartuchos del 8. En general, estas escopetas no suelen tener decoraciones. Aquellas que aparecen en subastas tienen indicios de haber sido reparadas o actualizadas, como por ejemplo la instalación de una llave de percusión en lugar de la llave de chispa original, o estar pavonadas.
En Estados Unidos, este tipo de cacería redujo drásticamente la población de aves acuáticas y para la década de 1860 la mayoría de los estados la prohibieron. El Acta Lacey de 1900 prohibió el transporte de piezas de caza entre los estados, mientras que la cacería comercial fue prohibida por una serie de leyes federales en 1918. Aunque la tenencia y uso de escopetas de barca todavía es legal en Estados Unidos, las leyes federales prohíben su uso para cazar aves acuáticas migratorias.
Según Eunan O'Halpin en su libro Defending Ireland, una unidad de reservistas del Ejército Irlandés del condado de Louth fue equipada en 1941 con varias armas con llave de chispa que les fueron obsequiadas. Entre esas armas había una que fue descrita como "un trabuco de nueve pies de largo", que probablemente era una escopeta de barca.
En el Reino Unido, una encuesta de 1995[cita requerida] mostró que había menos de 50 escopetas de barca que todavía se usan. La ley británica permite las escopetas de barca con un calibre de 44 mm (1,75 pulgada). Desde el Jubileo de Diamante de la Reina Victoria en 1897, durante cada Coronación y Jubileo se efectúa una salva de saludo con escopetas de barca sobre Cowbit Wash en Cowbit, Lincolnshire. Durante el Jubileo de Diamante de Isabel II, se dispararon 21 escopetas de barca individualmente, para luego ser disparadas simultáneamente.

## En ficción
En la película de 2004 Tremors 4: The Legend Begins, se muestra el uso de una escopeta de barca en combate. Esta escopeta de barca fue construida para la película y tenía una longitud de 2,54 m, un peso de 43 kg y un calibre de 51 mm (clasificada como calibre "A" según el Apartado B del Acta de Prueba de Cañones de Armas de 1868). En realidad el arma no era de este calibre, sino una gran carcasa que ocultaba una escopeta del 12 que disparaba cartuchos de fogueo con una carga triple de pólvora negra y tenía el ánima de su cañón rociada con aceite WD-40 para producir una gran nube de humo al disparar.
En la novela Chesapeake, James A. Michener describe el uso histórico de las escopetas de barca para cazar gansos y patos en la Bahía de Chesapeake.
En la novela de suspenso de Desmond Bagley "Los equilibristas" (1973), aparece una escopeta de barca con llave de percusión. Aunque ambientada en el norte de Finlandia, las escopetas de barca nunca fueron empleadas en ese país.
En la novela Outer Dark de Cormac McCarthy, se describe el uso de una escopeta de barca de 26,7 mm para cazar patos.
En la novela Pirámides de la serie Mundodisco, se menciona una "barcallesta", que básicamente es una combinación de esta arma con una ballesta.